# محمد بن خليفة بن سلمان آل خليفة
محمد بن خليفة بن سلمان آل خليفة، الحاكم السادس للبحرين، تولى الحكم من 1843-1868.

## أحداث في بداية حكمه
- وصل الأمير محمد بن خليفة بن سلمان آل خليفة الي سدة الحكم عام 1842م خلفا للامير عبد الله بن خليفة الذي تسبب بحروبه الي انقسام آل خليفة إلى فرعين هما: آل عبد الله وآل سلمان، وحينها خرج أبناء الأمير عبد الله بن خليفة هاربين إلى الدمام ومن هناك بدأت محاولتهم السيطرة على الحكم في البحرين فجاءوا إلى قطر فأرسل لهم محمد بن خليفة بن سلمان أخاه علياً على رأس جيش نازلهم في أم سوية فتولوا منه هاربين، فذهب أبناء الأمير عبد الله بن خليفة إلى الإمام فيصل بن تركي بن عبد الله آل سعود فأجاب طلبهم وأمدهم بجيش في البحر وآخر في البر ولكنهم هُزموا على يد الأمير محمد بن خليفة بن سلمان آل خليفة وعادوا خائبين ثم حاصرهم علي بن خليفة في الدمام أحد عشر شهراً فجنحوا للصلح، وكان الوسيط بينهم وبين محمد بن خليفة الإمام فيصل بن تركي، ونجح في عملية الصلح فعادوا إلى البحرين عام 1258هـ/ 1842م.

- وفي عهده أيضا انفصلت قطر من البحرين وخرجت من يد آل خليفة فثار في قطر جاسم بن محمد آل ثاني فوصل علي بن خليفة إلى الدوحة ودخلها، وجاء بعد ذلك جاسم بن محمد آل ثاني إلى البحرين يلتمس العفو فألقاه الأمير محمد بن خليفة آل خليفة في السجن، فثارت قطر وقبائلها وفي مقدمتهم عرب النعيم وجاءوا إلى البحرين في سفنهم وجرت بين الفريقين موقعة دامسة سنة 1284هـ/ 1867م وكان النصر فيها حليف آل خليفة.

- وفي هذه الأثناء تدخل الإنجليز في شؤون البحرين وَوَقَّع محمد بن خليفة معاهدة نصت على أن يتنازل حاكم البحرين عن حقوقه في تجهيز الجيوش والسفن الحربية وفي مقابل ذلك ترد إنجلترا أي اعتداء يقع على البحرين. فلما ثار أهل قطر على آل خليفة وخرج محمد بن خليفة لحربهم احتج الإنجليز على ذلك وجاء الوكيل السياسي الإنجليزي للبحرين وطالب بإقالة محمد بن خليفة من الحكم لأنه نقض المعاهدة الموقعة مع الإنجليز وأصر على طلبه وقضى أيضاً بفرض غرامة على البحرين قدرها مائة ألف روبية.

- طلب الوكيل السياسي الإنجليزي من علي بن خليفة بن سلمان تولي الحكم بدلاً من أخيه محمد الذي سقطت إمارته بخرق المعاهدة مع الإنجليز فقبل علي العرض وكان ذلك بداية الشقاق بينه وبين أخيه.

- (1286هـ/ 1869م): عاد للحكم للمرة الثانية ولكن أبناء عبد الله آل خليفة انقلبوا عليه وسجنوه في قلعة أبي ماهر في البحرين ونادوا بأحدهم وهو محمد بن عبد الله حاكماً للبحرين عام 1286هـ/ 1869م وأبعد محمد بن خليفة إلى بومباي ثم إلى عدن. فشفع له السلطان عبد الحميد لدى الحكومة البريطانية فذهب إلى مكة عام 1305هـ/ 1888م وتوفي بها سنة 1307هـ/ 1890م.

## الأسرة

### الزوجات
تزوج من 12 امرأة حسب التالي:
1. ثاجبة بنت أحمد آل خليفة ابنة عمه أحمد بن سلمان آل خليفة.
2. عائشة بنت حسن آل خليفة ابنة عمه حسن بن عبد الله آل خليفة.
3. عائشة بنت سلمان آل خليفة ابنة عمه سلمان بن أحمد آل خليفة حاكم البحرين والزبارة.
4. سارة بنت مبارك آل خليفة. ابنة مبارك بن عبدالله آل خليفة حاكم الدمام في عدة فترات.
5. مريم السادة.
6. مريم السعدون.
7. عائشة الجلاهمة.
8. حصة راشد الجلاهمة.
9. لطيفة سليمان الزائد.
10. سبيكة عبد العزيز الزائد.
11. فاطمة عبد العزيز الزائد.
12. قماشة.

### الأبناء والأحفاد
أنجب محمد 24 ابن وعدد غير معروف من البنات حسب التالي:
1. خليفة: والدته ثاجبة بنت أحمد آل خليفة. ولد في عام 1836. توفي في عام 1893 عن عمر ناهز 57 سنة. أنجب سبعة أبناء حسب التالي:
  1. راشد: ولد في عام 1856. توفي من غير ذرية.
  2. علي: ولد في عام 1864. أنجب ابن واحد حسب التالي:
    1. محمد: أنجب ستة أبناء حسب التالي:
      1. عبد الله: أنجب ستة أبناء حسب التالي:
        1. علي.
        2. خليفة.
        3. مبارك.
        4. حمد.
        5. يوسف.
        6. فواز.

      2. سلمان: أنجب أربعة أبناء حسب التالي:
        1. حمد.
        2. خليفة.
        3. نواف.
        4. محمد.

      3. أحمد.
      4. علي.
      5. إبراهيم: أنجب ابن واحد حسب التالي:
        1. سلمان: ولد في 24 يوليو 1979 في مدينة الرفاع بالبحرين. اعتقل في معتقل غوانتانامو من دون توجيه تهمة محددة من 2001 إلى 2005.

      6. راشد: أنجب ابنان حسب التالي:
        1. محمد.
        2. سلمان

  3. أحمد: ولد في عام 1870. توفي في عام 1903 عن عمر ناهز 33 سنة. أنجب ابن واحد حسب التالي:
    1. خليفة: ولد في عام 1903. توفي من دون ذرية.

  4. سلمان: ولد في عام 1877. توفي من دون ذرية.
  5. دعيج: ولد في عام 1880. أنجب ابنين حسب التالي:
    1. خليفة: أنجب أربعة أبناء حسب التالي:
      1. دعيج: تزوج من شيخة بنت عبد الله آل خليفة الابنة الكبرى لقاضي المحكمة العليا ومدير مجلس العائلة الحاكم عبد الله بن خليفة بن سلمان آل خليفة وعائشة بنت أحمد آل خليفة. أنجب ابنان وثلاث بنات حسب التالي:
        1. تركي: تزوج من مريم آل خليفة.
        2. محمد: تزوج من شيخة آل خليفة. أنجب ابنة واحدة حسب التالي:
          1. عائشة.

        3. هند.
        4. عائشة.
        5. لطيفة.

      2. محمد.
      3. خالد: عضو مجلس الشورى السابق. تزوج من مي بنت أحمد بن محمد آل خليفة ابنة أحمد بن محمد آل خليفة وشيخة بنت محمد آل خليفة ابنة محمد بن عيسى آل خليفة رئيس بلدية المنامة سابقا. أنجب ابنان وابنة واحدة حسب التالي:
        1. أحمد.
        2. خليفة.
        3. منيرة.

      4. أحمد.

    2. سلمان.

  6. عبد الله: ولد في عام 1885.
  7. فارس: ولد في عام 1887. أنجب ابن واحد حسب التالي:
    1. خليفة: أنجب ابن واحد حسب التالي:
      1. عبد الله: أنجب ثلاثة أبناء حسب التالي:
        1. خليفة.
        2. فيصل.
        3. حسن.
2. عبد الله: ولد في عام 1841. توفي من دون ذرية بعد عام 1854.
3. أحمد: ولد في عام 1843. توفي من دون ذرية.
4. علي: والدته عائشة بنت حسن آل خليفة. ولد في عام 1852. أنجب أربعة أبناء وابنة واحدة حسب التالي:
  1. أحمد: ولد في عام 1887. أنجب ابن واحد حسب التالي:
    1. عبد الله.

  2. عبد الله: ولد في عام 1892.
  3. محمد: ولد في عام 1893. توفي نتيجة إصابته بمرض الكوليرا في نوفمبر 1911 عن عمر ناهز 18 سنة. أنجب أربعة أبناء حسب التالي:
    1. أحمد: أنجب ثلاثة أبناء حسب التالي:
      1. محمد: أنجب ثلاثة أبناء حسب التالي:
        1. أحمد.
        2. إبراهيم.
        3. مشعل.

      2. سلمان.
      3. علي.

    2. علي: أنجب ثلاثة أبناء حسب التالي:
      1. محمد.
      2. خالد.
      3. خليفة.

    3. إبراهيم: أنجب ستة أبناء حسب التالي:
      1. عبد الرحمن: أنجب أربعه أبناء حسب التالي:
        1. نواف.
        2. فيصل.
        3. عبد الله.
        4. سلمان.

      2. محمد: انجاب أبنان حسب

التالي:
1. 1. احمد
  2. إبراهيم
    1.       1. عيسى.
      2. عبد الله.
      3. حمد
      4. عبد العزيز.

    2. عبد الله.

  3. حسن: ولد في عام 1896. أنجب أربعة أبناء حسب التالي:
    1. عبد العزيز: أنجب ابن واحد حسب التالي:
      1. أحمد.

    2. محمد: أنجب ابنان حسب التالي:
      1. عبد العزيز.
      2. حسن.

    3. أحمد.
    4. خليفة.

  4. عائشة: تزوجت من عيسى بن أحمد آل خليفة. أنجبت ابنين وابنتين.
2. جابر: ولد في عام 1855. توفي في 1 يونيو 1910 عن عمر ناهز 55 سنة. أنجب ابن واحد حسب التالي:
  1. إبراهيم.
3. سلمان: توفي من دون ذرية قبل عام 1882 عن عمر ناهز 20 سنة.
4. حمد: والدته مريم السعدون. ولد في عام 1860. تزوج من ابنة عمه سلمان بن دعيج آل خليفة. توفي في قرية الجسرة في 26 يناير 1930 عن عمر ناهز 70 سنة. أنجب أربعة أبناء وابنة واحدة حسب التالي:
  1. خليفة: ولد في عام 1885. أنجب ثلاثة أبناء حسب التالي:
    1. محمد: ولد في عام 1902. تزوج من عائشة بنت أحمد آل خليفة. أنجب ثلاثة أبناء:
      1. عبد الله: أنجب ثلاثة أبناء:
        1. خليفة.
        2. أسامة.
        3. أحمد.

      2. أحمد: ولد في عام 1934. والدته عائشة بنت أحمد آل خليفة. عمل في وزارة الداخلية. تزوج شيخة بنت محمد آل خليفة ابنة رئيس بلدية المنامة محمد بن عيسى آل خليفة وعائشة علي الزائد. توفي في البحرين في 1 سبتمبر 1991 عن عمر ناهز 57 سنة. أنجب ثلاثة أبناء وثلاث بنات:
        1. خليفة: ولد في عام 1957. توفي في 29 ديسمبر 2005 عن عمر ناهز 48 سنة.
        2. عبد الله: ولد في 18 ديسمبر 1958. أنجب ابن واحد:
          1. محمد.

        3. خالد: وزير خارجية البحرين منذ 26 سبتمبر 2005. أنجب ابنان:
          1. سلمان.
          2. ناصر.

        4. منيرة: عضوة اللجنة العليا لمعرض البحرين الدولي للحدائق. رئيسة نادي البحرين للحدائق. تزوجت من راشد بن عبد الرحمن آل خليفة ابن عبد الرحمن بن محمد آل خليفة وهيا بنت علي آل خليفة الابنة الصغرى لعمه الأكبر علي بن عبد الله آل خليفة. أنجبت ثلاثة أبناء وابنة واحدة.
        5. مي: رئيسة مراسم سبيكة بنت إبراهيم آل خليفة زوجة الملك حمد بن عيسى بن سلمان آل خليفة. تزوجت من خالد بن خليفة بن دعيج آل خليفة عضو مجلس الشورى السابق. أنجبت ابنين وابنة واحدة.
        6. لولوة: تزوجت من خليفة بن عبد الله آل خليفة ابن عبد الله بن حمد آل خليفة وفاطمة مبارك النعيمي. أنجبت ابنين اثنين وابنة واحدة.

      3. خليفة: والدته عائشة بنت أحمد آل خليفة. تزوج من شيخة بنت عبد الله آل خليفة. توفي في 4 فبراير 1999. أنجب ابنين اثنين وابنة واحدة:
        1. محمد.
        2. علي.
        3. مشاعل: تزوجت حمود بن خليفة آل خليفة. أنجبت ابن واحد.

    2. سلمان: أنجب ثلاثة أبناء:
      1. خليفة.
      2. خالد.
      3. محمد.

    3. علي: أنجب ثلاثة أبناء:
      1. خليفة.
      2. خالد.
      3. محمد.

  2. سلمان: ولد في عام 1904.
  3. عبد الله: ولد في عام 1924. تزوج من فاطمة مبارك النعيمي. توفي في البحرين في 28 براير 2009 عن عمر ناهز 85 سنة. أنجب خمسة أبناء وست بنات:
    1. خليفة: تزوج مرتين الأولى من لولوة بنت أحمد بن محمد آل خليفة ابنة أحمد بن محمد آل خليفة وشيخة بنت محمد آل خليفة والثانية غير معروفة. أنجب أربعة أبناء وثلاث بنات:
      1. سلطان: والدته لولوة بنت أحمد بن محمد آل خليفة.
      2. راشد: والدته لولوة بنت أحمد بن محمد آل خليفة.
      3. عبد العزيز.
      4. عبد الله.
      5. شيخة: والدتها لولوة بنت أحمد بن محمد آل خليفة.
      6. جواهر.
      7. العنود.

    2. علي.
    3. محمد.
    4. حمد.
    5. أحمد: تزوح مرتين، أنجب أربعة أبناء وابنه:
      1. عبدالله: رئيس مجلس أمناء مركز البحرين للدراسات الاستراتيجية والدولية والطاقة ووكيل وزارة الخارجية للشئون السياسية.
      2. خليفه: سفير مملكة البحرين لدى الجمهورية الفرنسية
      3. سلمان.
      4. .راشد: والدته فاطمه بنت حسن الغتم.
      5. منيره

    6. شيخة.
    7. مريم.
    8. ابتسام.
    9. هيا: تزوجت الكويتي يوسف علي الرشيد البدر ابن علي الرشيد البدر ومنيرة مشاري. أنجبت ابنين وابنتين.
    10. حصة: تزوجت عبد الله بن علي آل خليفة. أنجبت ابن واحد وثلاث بنات.
    11. لولوة.

  4. جابر: أنجب سبعة أبناء:
    1. مشعل: 1. حمد 2. ناصر 3. غبدالعزيز 4. سلمان
    2. ابراهيم: 1. جابر 2. فهد
    3. تركي.
    4. عبد الله: 1. حمد
    5. محمد: 1. حمد 2. سلطان 3. جابر
    6. دعيج.
    7. عبد العزيز: 1.أحمد 2. سلمان 3. غبدالله 4. خالد

  5. غير معروف اسمها: تزوجت علي بن أحمد آل خليفة ابن أحمد بن علي آل خليفة.
5. عبد الله: ولد في عام 1861. والدته مريم السادة. توفي في عام 1893 عن عمر ناهز 32 سنة. أنجب أربعة أبناء:
  1. أحمد: ولد في عام 1881.
  2. سلمان: ولد في عام 1887.
  3. عبد الله: ولد في عام 1896. أنجب ابن واحد:
    1. خليفة: أنجب ابنان:
      1. سلمان.
      2. محمد: أنجب.

  4. يوسف: ولد في عام 1898.
6. سلطان: ولد في عام 1861. والدته لطيفة سليمان الزائد. توفي من دون ذرية.
7. راشد: ولد في عام 1861. والدته سارة بنت مبارك آل خليفة.رئيس المجلس العرفي. توفي في 18 أغسطس 1947 عن عمر ناهز 86 سنة. أنجب ابن وابنة:
  1. محمد: توفي من دون ذرية.
  2. غير معروف اسمها: تزوجت حمد بن عيسى آل خليفة.
8. صقر: ولد في عام 1862. أنجب ابن واحد:
  1. محمد: أنجب ثلاثة أبناء:
    1. خليفة.
    2. صقر: أنجب ابن واحد:
      1. عبد الرحمن.

    3. عبد الرحمن.
9. فارس: ولد في عام 1862. والدته قماشة. تزوج شقيقة صقر بن علي آل خليفة. أنجب ثلاثة أبناء:
  1. عبد اللطيف: ولد في المحرق في عام 1887, أنجب ابن وابنة: 
    1. إبراهيم: انجب ستة ابناء و ست بنات:
      1. زكريا:انجب ابنين و اربع بنات:
        1. محمد
        2. ابراهيم
        3. نوف
        4. نجود
        5. عائشة
        6. أسماء

      2. عبداللطيف:انجب ابنين و ابنتين:
        1. ابراهيم
        2. محمد
        3. لولوة
        4. سارة

      3. عبدالله:انجب اربعة ابناء و خمس بنات:
        1. خالد
        2. عبدالرحمن
        3. محمد
        4. علي
        5. فاطمة
        6. خولة
        7. رفيدة
        8. عائشة
        9. أنفال

      4. احمد: انجب اربعة ابناء و ابنة:
        1. فارس
        2. علي
        3. فواز
        4. خليفة
        5. جويرية

      5. محمد:انجب ابن و ابنة:
        1. فيصل
        2. فاطمة

      6. حمد : انجب ابن واحد:
        1. عبدالله

      7. بثينة
      8. نعيمة
      9. صباح
      10. خديجة
      11. هاجر
      12. منال

    2. لولوة.

  2. محمد: ولد في المحرق في عام 1895. ملحن ومطرب شهير حيث سجل أكثر من 25 أغنية. كان المطرب الرئيسي في محطة إذاعة البحرين من 1939 إلى 1945. توفي في عام 1947 عن عمر ناهز 52 سنة.
  3. صقر: ولد في المحرق في عام 1902.
10. إبراهيم: توفي من دون ذرية قبل عام 1865.
11. عبد العزيز: ولد في عام 1864. والدته سارة بنت مبارك آل خليفة. أنجب ابنان:
  1. محمد: أنجب ابنان:
    1. عبد العزيز: أنجب أربعة أبناء:
      1. إبراهيم.
      2. جابر.
      3. محمد.
      4. خليفة.

    2. علي: أنجب ثلاثة أبناء:
      1. محمد.
      2. عبد الله.
      3. حمد.

  2. أحمد.
12. أحمد: توفي من دون ذرية قبل عام 1882 عن عمر ناهز 17 سنة.
13. إبراهيم: ولد في المحرق في عام 1850. والدته عائشة الجلاهمة. تلقى تعليما خاصا في الحجاز. شاعر وأديب حيث تعلم الفقه والعلوم الشرعية والتاريخ والأنساب وقواعد اللغة العربية والقرآن الكريم. سافر على نطاق واسع في شبه الجزيرة العربية والعراق والهند وسواحل شرق أفريقيا. تم تعيينه نائب رئيس وزارة التربية والتعليم عام 1919. توفي في البحرين في 14 يونيو 1933 عن عمر ناهز 83 سنة. أنجب خمسة أبناء:
  1. ناصر: ولد في عام 1885. أنجب ابن واحد:
    1. ماجد: أنجب أربعة أبناء:
      1. جابر.
      2. منذر .
      3. ناصر.
      4. نزار.

  2. سلمان: ولد في عام 1892. أنجب أربعة أبناء:
    1. يوسف: أنجب ابن واحد:
      1. محمد: أنجب ثلاثة أبناء:
        1. علي.
        2. عبد الله.
        3. خالد.

    2. سلمان.
    3. خليفة.
    4. إبراهيم.

  3. محمد: ولد في عام 1898. أنجب ابنان وابنة:
    1. خليفة.
    2. سلمان.
    3. مي: وزيرة الثقافة السابقة ورئيسة هيئة البحرين للثقافة والآثار الحالية.

  4. عبد الله: ولد في عام 1898. أنجب خمسة أبناء:
    1. إبراهيم: أنجب ابن واحد:
      1. محمد.

    2. جابر.
    3. عبد الرحمن.
    4. أحمد: أنجب ثلاثة أبناء:
      1. سلمان.
      2. محمد.
      3. راشد.

    5. علي: أنجب ابن واحد:
      1. محمد.

  5. أحمد: ولد في عام 1901. توفي من دون ذرية.
14. عبد الرحمن: ولد في عام 1866. توفي من دون ذرية.
15. راشد: توفي من دون ذرية.
16. علي: توفي من دون ذرية.
17. سلمان: توفي من دون ذرية.
18. إبراهيم: توفي من دون ذرية.
19. عبد الله: توفي من دون ذرية.
20. حسن: توفي من دون ذرية.
21. راشد: توفي من دون ذرية.
22. عائشة: والدتها عائشة الجلاهمة. تزوجت عيسى بن علي آل خليفة حاكم البحرين الثامن. توفيت في المحرق في 26 ديسمبر 1943.
23. أمينة: والدتها عائشة الجلاهمة.
24. شريفة: والدته سبيكة الزائد.